# Kościół Świętej Elżbiety Węgierskiej w Bańskiej Bystrzycy

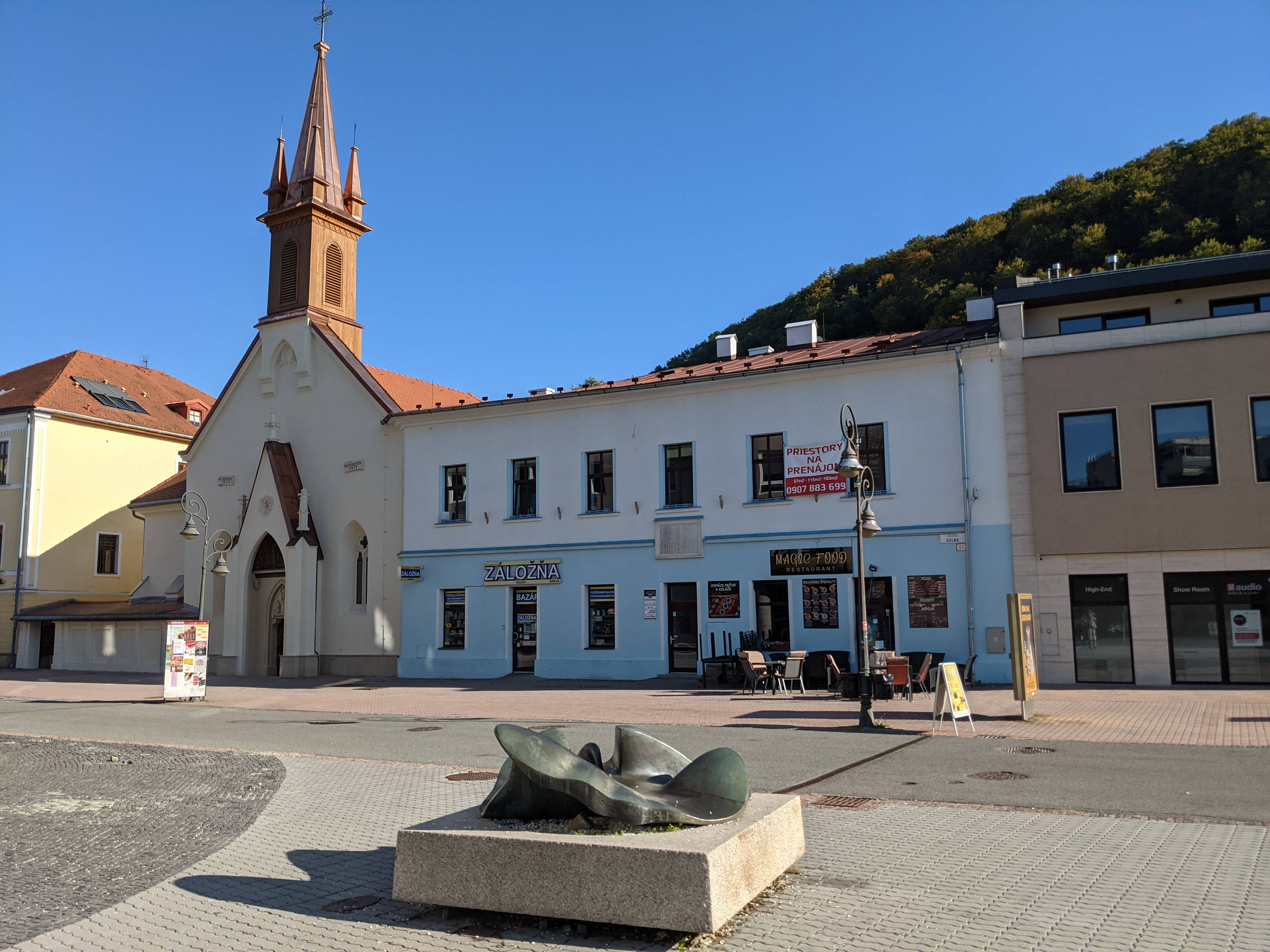
Kościół św. Elżbiety u wylotu ul. Dolnej

Kościół św. Elżbiety Węgierskiej – kościół wyznania rzymskokatolickiego w Bańskiej Bystrzycy na Słowacji. Jedna z najstarszych budowli w mieście.

## Położenie
Kościół znajduje się w południowo-wschodniej części bańskobystrzyckiego Starego Miasta, na końcu ulicy Dolnej, w widłach Hronu i jego prawobrzeżnego dopływu, potoku Bystrica. Wzniesiony został poza dawnymi murami miejskimi, w pobliżu ówczesnego miejskiego przytułku („szpitala”) dla chorych i niepełnosprawnych górników, dlatego w dawniejszych zapisach występuje jako kościół „szpitalny”.

## Historia
Kościół został zbudowany w 1303 roku. Obok dawnego „szpitala” miejskiego należy do najstarszych budowli w mieście i jest w nim najstarszą zachowaną budowlą gotycką. W czasie, gdy budowano oba te obiekty, w tym rejonie nie było innych budynków. Były tylko dwa gospodarstwa i kilka domów.
W 1605 r. kościół strawił wielki pożar. Spłonął wówczas również „szpital” i dwa pobliskie młyny wodne. Z kościoła ocalała jedynie kaplica św. Anny i północna ściana nawy. W następnych dziesięcioleciach kościół przeszedł kilka przebudów, a w 1877 r. rozbudowano go w stylu neogotyckim do obecnej formy.
Kościół został również poważnie uszkodzony podczas II wojny światowej. Zniszczoną wieżę zastąpiono po wojnie jedynie niską, tymczasową wieżą drewnianą. Oryginalną, zabytkową wieżę z czterema narożnymi wieżyczkami, pokrytą miedzianą blachą, zainstalowano w kościele dopiero po 75 latach. W 1974 r. kościół został zalany i znacznie uszkodzony w czasie „stuletniej” powodzi, która nawiedziła Bańską Bystrzycę. Kompleksowa rekonstrukcja świątyni, obejmująca również wnętrze i inwentarz kościelny, została ukończona w 2021 roku. Pieczę nad świątynią sprawuje Towarzystwo Misyjne św. Wincentego à Paulo.

## Architektura
Kościół murowany, niewielki, pierwotnie w stylu gotyckim, następnie kilkakrotnie przebudowywany, m.in. w stylu renesansowym i neogotyckim.
Ołtarz św. Elżbiety z 1864 r. jest dziełem Jozefa Murgaša, pochodzącego z niedalekiego Tajova, księdza rzymskokatolickiego, a jednocześnie malarza oraz wynalazcy i pioniera radiotelegrafii.